# Episodi di Rocco Schiavone (sesta stagione)
La sesta stagione della serie televisiva Rocco Schiavone è trasmessa su Rai 2 dal 19 febbraio al 12 marzo 2025.
| nº | Titolo                                                                                 | Prima TV         |
| -- | -------------------------------------------------------------------------------------- | ---------------- |
| 1  | La ruzzica de li porci                                                                 | 19 febbraio 2025 |
| 2  | Ossa loquuntur                                                                         | 26 febbraio 2025 |
| 3  | Le ossa parlano                                                                        | 5 marzo 2025     |
| 4  | Riusciranno i nostri eroi a ritrovare l'amico misteriosamente scomparso in Sudamerica? | 12 marzo 2025    |

## La ruzzica de li porci
- Diretto da: Simone Spada
- Scritto da: Antonio Manzini, Maurizio Careddu, Marco Dell'Omo

### Trama
Il vicequestore Rocco Schiavone torna alla sua vita nella gelida Aosta. Ma il suo animo è appesantito dalla scoperta del tradimento di Sebastiano, responsabile della morte di Marina e membro della banda di Mastrodomenico, il dirigente degli Interni ora sotto processo a Roma.
Alla vigilia della propria testimonianza in tribunale, Rocco non si sottrae al lavoro. Le “rotture di coglioni di decimo livello”, infatti, non mancano e Rocco indaga sulla morte di un giovane in alta montagna. Tallonato dall’imminente partenza per Roma, Rocco deve districarsi tra le bugie miste alle buone maniere di tre giovani altolocati in vacanza con la vittima, i fratelli Marenghi e Soledad. Ma le apparenze non lo ingannano e Rocco scava oltre la superficie delle cose per risolvere l’omicidio. Una volta a Roma, Schiavone affronta il proprio passato in aula: Mastrodomenico, Sebastiano, Marina e perfino l’ispettrice Caterina Rispoli. Intanto, ai piedi del Monte dei Cocci, viene rinvenuto un corpo senza vita e il PM D’Inzeo chiede a Rocco di aiutare il collega Munifici a risolvere il caso. Ancora scottati dalla verità su Sebastiano, Brizio e Furio si arrovellano. Quest’ultimo vorrebbe vendicarsi ma Rocco lo dissuade. In occasione del Carnevale, tra vecchi affetti e i fantasmi di sempre, Rocco saluta quella vita che non gli appartiene più e si arrende alle ferite che porterà per sempre con sé.
- Altri interpreti: Luigi Di Fiore (Kevin), Luisa De Santis (Anna), Paolo Buglioni (Alfredo De Silvestri), Duccio Camerini (PM Sasà D’Inzeo), Roberto Ciufoli (anatomopatologo Spartaco “Uccio” Pichi), Daniele Nuccetelli (Riccardo Mastrodomenico), Fabio Barone (Andrea Marenghi), Gaia Bavaro (Soledad), Demetra Bellina (Laura Marenghi), Paolo Mazzini (uomo poker), Isabella Tabarini (Gloria Sabatini), Elena Paoli (barista), Daniel Terranegra (barista), Paola Pessot (Rosanna Megara), Stefano Ambrogi (Cesare), Filippo Gattuso (Stefano Curcio), Francesco De Francesco (Gipo), Fabrizio Sabatucci (Francesco Munifici).
- Tratto dai racconti La ruzzica de li porci e Quota 2.050 S.L.M. editi da Sellerio nel 2013.
- Ascolti Italia: telespettatori 1 940 000 – share 10,98%.[3]

## Ossa loquuntur
- Diretto da: Simone Spada
- Scritto da: Antonio Manzini, Maurizio Careddu, Marco Dell'Omo

### Trama
È un giorno come tanti, quando Rocco Schiavone riceve la notizia del ritrovamento di alcune ossa in un bosco a pochi chilometri da Aosta. Immediatamente, il vicequestore mobilita i suoi agenti, affiancati da Alberto Fumagalli, Michela Gambino e altri esperti. Già dai primi rilievi emerge che le ossa appartengono a un bambino. La notizia sconvolge profondamente tutti, e Schiavone sospetta una violenza, concentrando le indagini sui casi di pedofilia nella zona. Perfino l’agente Italo Pierron si dà da fare, nonostante da tempo trascuri il proprio lavoro a causa del gioco d’azzardo, e si sia trasformato da vittima a carnefice nel losco giro di partite truccate organizzate da Kevin. Rocco non si fida più di lui ed è convinto che prima o poi Italo farà una brutta fine.
Finalmente i resti trovano un’identità: si tratta di Mirko Sensini, scomparso sei anni prima a Ivrea. La notizia devasta la madre Amalia e lo zio Roberto. Nel frattempo, le indagini si concentrano sulla raccapricciante rete di chat pedofile scoperte nel dark web. Decifrare quelle conversazioni e svelare le identità degli utenti è imperativo per trovare i colpevoli.
Rocco e Scipioni indagano a Ivrea cercando di ricostruire gli ultimi movimenti di Mirko. La distanza temporale però non aiuta e la pista più promettente si rivela un buco nell’acqua. Nonostante questo fallimento, Schiavone non si arrende. Sa che per risolvere un caso così complesso non può che perseverare.
Purtroppo chi non può che arrendersi al proprio destino è l’agente Italo Pierron che viene arrestato nel corso di una retata dalla donna che lui ed i suoi complici avevano preso di mira nelle partite di poker truccate e che si rivela essere una tenente dei Carabinieri.
- Altri interpreti: Luigi Di Fiore (Kevin), Lisa Galantini (Eugenia), Giulio Mezza (Carlo), Elettra Mallaby (Sara), Andrea Germani (Federico), Paolo Mazzini (uomo poker), Filippo Giacomelli (Roberto Sensini), Cristina Pasino (Amalia Sensini), Alberto Caneva (ortopedico Corrado Salati), Antonello Annunziata (Emilio Biancavalle), Isabella Tabarini (Gloria Sabatini), Vincenzo De Michele (dipendente tribunale minori), Claudio Pizzato (Goffredo Mameli).
- Tratto dal romanzo Le ossa parlano edito da Sellerio nel 2022.
- Ascolti Italia: telespettatori 1 984 000 – share 10,34%.[4]

## Le ossa parlano
- Diretto da: Simone Spada
- Scritto da: Antonio Manzini, Maurizio Careddu, Marco Dell'Omo

### Trama
Italo è ora costretto ad affrontare le gravi conseguenze delle proprie azioni. Nonostante gli sforzi di Schiavone per aiutarlo il giovane agente sembra finalmente pronto ad assumersi le proprie responsabilità. È un duro colpo per tutta la squadra ma Rocco incita i suoi a mantenere un basso profilo e a concentrarsi sull’indagine per risolvere l’omicidio di Mirko Sensini.
Dopo alcune false piste vengono individuati tre profili sospetti nelle chat dei pedofili della zona, ma l’identità degli utenti rimane un mistero. Nel frattempo la relazione tra Rocco e la giornalista Sandra Buccellato fatica a decollare, anche a causa del ritorno inaspettato a Aosta di una vecchia fiamma del vicequestore, Caterina Rispoli.
Schiavone, come sempre, si rifugia nel lavoro per sfuggire ai tormenti che lo assillano, ma una telefonata di Brizio gli annuncia una nuova preoccupazione: Furio è partito per il Sudamerica alla ricerca di Sebastiano che si troverebbe a Buenos Aires. Grazie allo sforzo collettivo degli agenti e ad alcune felici intuizioni, i colpevoli dell’omicidio di Mirko acquistano un volto ma nessuno, nemmeno Schiavone, avrebbe potuto prevedere quanto la risoluzione di questo caso sarebbe stata dolorosa e sconvolgente.
- Altri interpreti: Giulio Mezza (Carlo), Lisa Galantini (Eugenia), Elettra Mallaby (Sara), Andrea Germani (Federico), Paolo Giovannucci (gioielliere), Filippo Giacomelli (Roberto Sensini), Cristina Pasino (Amalia Sensini), Alberto Caneva (ortopedico Corrado Salati), Mario Brusa (Giovanni Grange), Cristian Di Sante (ispettore Bruschi), Gianni Quillico (Andrea Bisceglie), Gabriele Parrillo (Aurelio Lupini).
- Tratto dal romanzo Le ossa parlano edito da Sellerio nel 2022.

## Riusciranno i nostri eroi a ritrovare l'amico misteriosamente scomparso in Sudamerica?
- Diretto da: Simone Spada
- Scritto da: Antonio Manzini, Maurizio Careddu, Marco Dell'Omo

### Trama
Rocco Schiavone non ha nemmeno il tempo di prendere fiato dopo il terribile caso appena risolto, quando Brizio lo informa che Furio, partito per l’Argentina in cerca di Sebastiano, ha smesso di dare sue notizie. Temendo il peggio, Brizio e Rocco sono costretti a volare in Sudamerica alla ricerca dell’amico misteriosamente scomparso. In un paese straniero, senza contatti né indizi, non è facile mettersi sulle tracce di Furio, ma grazie alle capacità investigative di Rocco e a qualche asso nella manica, finalmente Furio viene rintracciato in Messico.
I tre amici, riuniti, decidono di proseguire insieme decifrando gli ultimi indizi che conducono a Sebastiano in Costa Rica. Nessuno di loro, però, sa cosa aspettarsi da quell’ultima tappa e come potranno reagire a un nuovo incontro con Sebastiano. Rocco, con il cuore sempre più pesante, porta con sé questo tragico dilemma fino alla fine del viaggio. Quando finalmente lo trovano in una villa sulla spiaggia capiscono che si è fatto una nuova vita e decidono di non affrontarlo.
- Altri interpreti: Armando De Razza (Angelo Coppini), Victoria Camps (Rosa), Paolo Zuccari (Walter), Stefania Micheli (Soledad), Mauro Serio (Giuseppe), Carlo Di Maio (Luigi Vitale), Teresa Ferrari (Violeta), Pablo Moyano (Carlos).
- Tratto dal romanzo Riusciranno i nostri eroi a ritrovare l'amico misteriosamente scomparso in Sudamerica? edito da Sellerio nel 2023